# Inversion (Chemie)
Inversion ist ein Begriff zur Kennzeichnung mehrerer Auswirkungen von chemischen Reaktionen oder physikalischen Prozessen, die eine Umkehr von bestimmten Eigenschaften der Reaktionsprodukte gegenüber den Ausgangsstoffen bedeuten.

## Inversion der Konfiguration eines Stereozentrums
So wird als Inversion bezeichnet, wenn eine chemische Reaktion an einem stereogenen Zentrum von Stereoisomeren den Konfigurationswechsel eines Stereozentrums zur Folge hat
- D → L

oder
- L → D

bzw.
- (R) → (S)

oder
- (S) → (R).

Wenn eine chirale Verbindung z. B. zwei verschiedene Stereozentren in 1-Stellung und 2-Stellung enthält und durch die Reaktion an beiden Stereozentren eine Inversion erfolgt, kann sich
- (1R,2S) in (1S,2R),
- (1S,2R) in (1R,2S)  oder
- (1R,2R) in (1S,2S)

umwandeln.
Im Gegensatz dazu bleibt bei der Retention die Konfiguration erhalten.
Wenn bei einer Reaktion aus einem Stereoisomer beide Konfigurationen in gleichem Ausmaß entstehen, spricht man von einer Racemisierung:
- (R) → (RS) oder
- (S) → (RS).

Eine Inversion muss nicht notwendigerweise das Vorzeichen der spezifischen Drehung von optisch aktiven chemischen Verbindungen umkehren, da (R)-Konfiguration nicht rechtsdrehend und (S)-Konfiguration nicht linksdrehend bedeutet. Inversionen finden zum Beispiel bei bimolekularen nucleophilen Substitutionsreaktionen (SN2) statt, Retentionen bei inneren nucleophilen Substitutionsreaktionen (SNi) oder bei SN-Reaktionen unter Nachbargruppenbeteiligung. Sind bei SN2-Reaktionen Nukleophil und Abgangsgruppe identisch, entspricht die Reaktion der Inversion des Chiralitätszentrums. Die Inversion der Konfiguration bei SN2-Reaktionen hat verschiedene Auswirkungen auf die Stereochemie. Die optische Aktivität bleibt erhalten, solange nicht Abgangsgruppe und Nucleophil identisch sind oder meso-Verbindungen entstehen. Bei cyclischen Systemen können cis- und trans-Stereoisomere ineinander umgewandelt werden. Bei Substraten mit mehr als einem Stereozentrum erfolgt die Inversion nur an den Kohlenstoffatomen, die mit dem eintretenden Nucleophil reagieren. Durch Orbital- und Ladungseffekte ist ein Übergangszustand mit apicalem Eintritt eines Nukleophils und apicalem Austritt der Abgangsgruppe  (und damit eine Inversion) bei SN2-Reaktionen an Kohlenstoffatomen energetisch am günstigsten. In der Siliciumchemie erfolgen dagegen häufig Substitutionen unter Retention der Konfiguration, wenn die Abgangsgruppe nicht deutlich elektronegativ und ihre apicale Position deshalb nicht eindeutig begünstigt ist.
Eine bekannte Inversion ist die Walden-Umkehr bei nucleophilen Substitutionen, die nach dem SN2-Mechanismus ablaufen. Die Beobachtung der Walden-Umkehr bei nucleophilen Substitutionen an enantiomerenreinen Substraten ist somit ein experimenteller Hinweis auf den SN2-Mechanismus. So lässt sich z. B. linksdrehendes enantiomerenreines (R)-(−)-2-Bromoctan unter vollständiger Inversion (SN2) am stereogenen Zentrum (früher oft „asymmetrisches Kohlenstoffatom“ genannt) mit konzentrierter Natronlauge in rechtsdrehendes, enantiomerenreines (S)-(+)-2-Octanol überführen. Zu beachten ist, dass nucleophile Substitutionen sowohl mit einer Konfigurationsumkehr (Inversion) als auch mit einem Konfigurationserhalt (Retention) verbunden sein können. Die Wahrscheinlichkeit für das Eintreten des einen oder anderen Falles hängt insbesondere vom eintretenden und den schon vorhandenen Substituenten sowie von den Reaktionsbedingungen ab. Die bei  Substitutionsreaktionen beobachtete Retention der Konfiguration kann dabei auch das Ergebnis zweier aufeinanderfolgender Inversionen sein. In einigen Fällen können auch sigmatrope Umlagerungen mit einer Inversion verbunden sein.
Bei bestimmten Reaktionen kann sowohl Inversion wie auch Retention eintreten, die Inversion also unvollständig sein. Geschieht dies im gleichen Maß, so wird ein Racemat erhalten (Racemisierung).

## Inversion der Drehrichtung polarisierten Lichts
Sind die Stärke der Drehrichtungsänderung von Stereoisomeren (Polarisationsebene des Lichtes) unterschiedlich stark und ändert sich dieses Verhältnis durch eine chemische Reaktion, so spricht man ebenfalls von einer Inversion. Ein Beispiel dafür ist die Rohrzuckerinversion (siehe Invertzucker), wenn D-(+)-Saccharose durch Hydrolyse in D-(+)-Glucose und D-(–)-Fructose gespalten wird. Beim entstehenden Glucose-Fructose-Gemisch ist die ursprüngliche (+)-Drehung der D-(+)-Saccharose durch die stärkere Linksdrehung der D-(–)-Fructose gegenüber der D-(+)-Glucose im Reaktionsprodukt in eine (–)-Drehung umgekehrt. Die Geschwindigkeit der Inversion, die eine der technisch wichtigen Hydrolysereaktionen darstellt, kann man bei einer gegebenen wässrigen Saccharose-Lösung mit dem Polarimeter anhand der von ca. +66,5° nach ca. −19,9° fortschreitenden Drehung bequem verfolgen.

## Pyramidale Inversion
Bei Verbindungen mit trigonal-pyramidal koordinierten Atomen spricht man von einer Inversion, wenn das Atom an der Spitze der Pyramide durch die von den drei Substituenten aufgespannte Ebene hindurchschwingt. Dadurch ändert sich die Richtung der von diesem Atom ausgehenden Bindungen. Sind die drei Substituenten unterschiedlich, werden durch die pyramidale Inversion Isomere ineinander überführt, die gelegentlich auch Invertomere genannt werden. Dabei handelt es sich um Enantiomere, wenn die Verbindung keine weitere stereogene Einheit besitzt. Die Energiebarriere für die pyramidale Inversion kann sehr unterschiedlich sein.

### Stereogenes Zentrum an einem Stickstoffatom
Am Stickstoffatom von Aminen ist sie gewöhnlich sehr niedrig. Besonders das Ammoniakmolekül ist nicht starr, da die Wasserstoffatome über einen planaren Übergangszustand auf die andere Seite der Pyramide klappen können. Die Energiebarriere für die pyramidale Inversion beim Ammoniak ist mit 24,2 kJ/mol so klein, dass sich bei Raumtemperatur von Ammoniak und davon ableitbaren Aminen NR1R2R3 (R1,R2 und R3: drei verschieden organische Reste) keine Enantiomere isolieren lassen. So finden bei Raumtemperatur im Ammoniak etwa 20 Milliarden Inversionen pro Sekunde (14NH3 mit 23,870 GHz sowie 15NH3 mit 22,789 GHz) statt.
In bestimmten überbrückten N-heterocyclischen Verbindungen ist die pyramidale Inversion am Stickstoffatom nicht möglich. Ein Beispiel dafür ist die Trögersche Base. Deshalb gibt es von der Trögerschen Base zwei stabile Enantiomere, die beispielsweise chromatographisch an einer chiralen stationären Phase getrennt werden können.

### Stereogenes Zentrum an einem Phosphoratom
Bei Phosphor-Verbindungen des Typs PR1R2R3 (Phosphane) ist das stereogene Zentrum am Phosphoratom lokalisiert. Die Inversionsbarriere ist mit etwa 113 kJ/mol viel höher als die der analogen Amine NR1R2R3. Deshalb beobachtet man Inversionen bei Phosphanen nur bei hoher Temperatur.

## Cyclohexan und Cyclohexan-Derivate
Als Inversion wird auch die gegenseitige Umwandlung der beiden Sesselkonformationen eines sechsgliedrigen Ringes bezeichnet. Bei der Ringinversion von Cyclohexan werden alle axialen Wasserstoffatome zu äquatorialen und alle äquatorialen zu axialen: